# A Side of the Story
A Side of the Story je prvi EP slovenske indie rock skupine Mrfy. Uradno je izšel 1. marca 2018 v samozaložbi. V omejeni nakladi 100 izvodov je bil natisnjen že februarja v obliki posebne izdaje z leseno škatlico za CD, ki jo je bilo mogoče kupiti po koncertu v Orto baru v okviru festivala Ment.
Na EP-ju so pesmi "Klic", "Anakin", "Tretje oko", "Ti dam", ki so bile vse izdane kot singli, in "Sweet Sugar", njihova prva izdana pesem v angleškem jeziku.
Izdaji EP-ja je sledila turneja Dobar dan Tour po Sloveniji. Naslovnico je oblikoval basist Lenart Merlin.

## Promocija
Skupina je v začetku aprila 2018 nastopila v jutranji oddaji Andreja Karolija na Valu 202. V živo so v studiu odigrali akustične priredbe pesmi "Klic", "Tretje oko" in "Anakin".
Dan pred prvim nastopom v sklopu turneje (v Novem mestu, njihovem domačem mestu), 12. aprila, je skupina izdala singl "Ti dam" kot četrti singl z EP-ja.

### Dobar dan Tour
Uradno ime turneje, Dobar dan Tour, pride iz slogana, ki je bil del promocije skupine ("Dobar dan, izlazim"). Vsi koncerti, razen nastopa na oddaji Izštekani na Valu 202 pri voditelju Juretu Longyki, so bili na petek; naslednji dan je sledilo še "sobotno akustično druženje".
| Datum          | Mesto      | Prizorišče     | Spremljevalna skupina                  |
| -------------- | ---------- | -------------- | -------------------------------------- |
| 13. april 2018 | Novo mesto | LokalPatriot   | Cockpit                                |
| 20. april 2018 | Ajdovščina | Hiša mladih    | Zala Kralj & Gašper Šantl              |
| 27. april 2018 | Izola      | Hangar Bar     | NoAir                                  |
| 4. maj 2018    | Idrija     | Swenak         | Jakob Kobal                            |
| 11. maj 2018   | Maribor    | Kino Udarnik   | Infected                               |
| 22. maj 2018   | Ljubljana  | Studio Val 202 | Zala Kralj (v okviru oddaje Izštekani) |
| 24. maj 2018   | Ljubljana  | Gala Hala      | -                                      |

## Seznam pesmi
Vso glasbo je napisala skupina Mrfy (Gregor Strasbergar, Lenart Merlin, Tomaž Zupančič, Rok Klobučar). Vsa besedila je napisal Strasbergar.
| Št.             | Naslov          | Dolžina |
| --------------- | --------------- | ------- |
| 1.              | „Tretje oko‟    | 4:28    |
| 2.              | „Anakin‟        | 4:06    |
| 3.              | „Ti dam‟        | 4:49    |
| 4.              | „Klic‟          | 4:22    |
| 5.              | „Sweet Sugar‟   | 4:41    |
| Skupna dolžina: | Skupna dolžina: | 22:16   |

## Zasedba
Mrfy
- Gregor Strasbergar — vokal
- Lenart Merlin — bas kitara
- Tomaž Zupančič — kitara
- Rok Klobučar — bobni